# El Molinón
Estadio El Molinón este un stadion de fotbal din Gijón, Asturia, Spania. Acesta este stadionul de casă al clubului Real Sporting de Gijón.

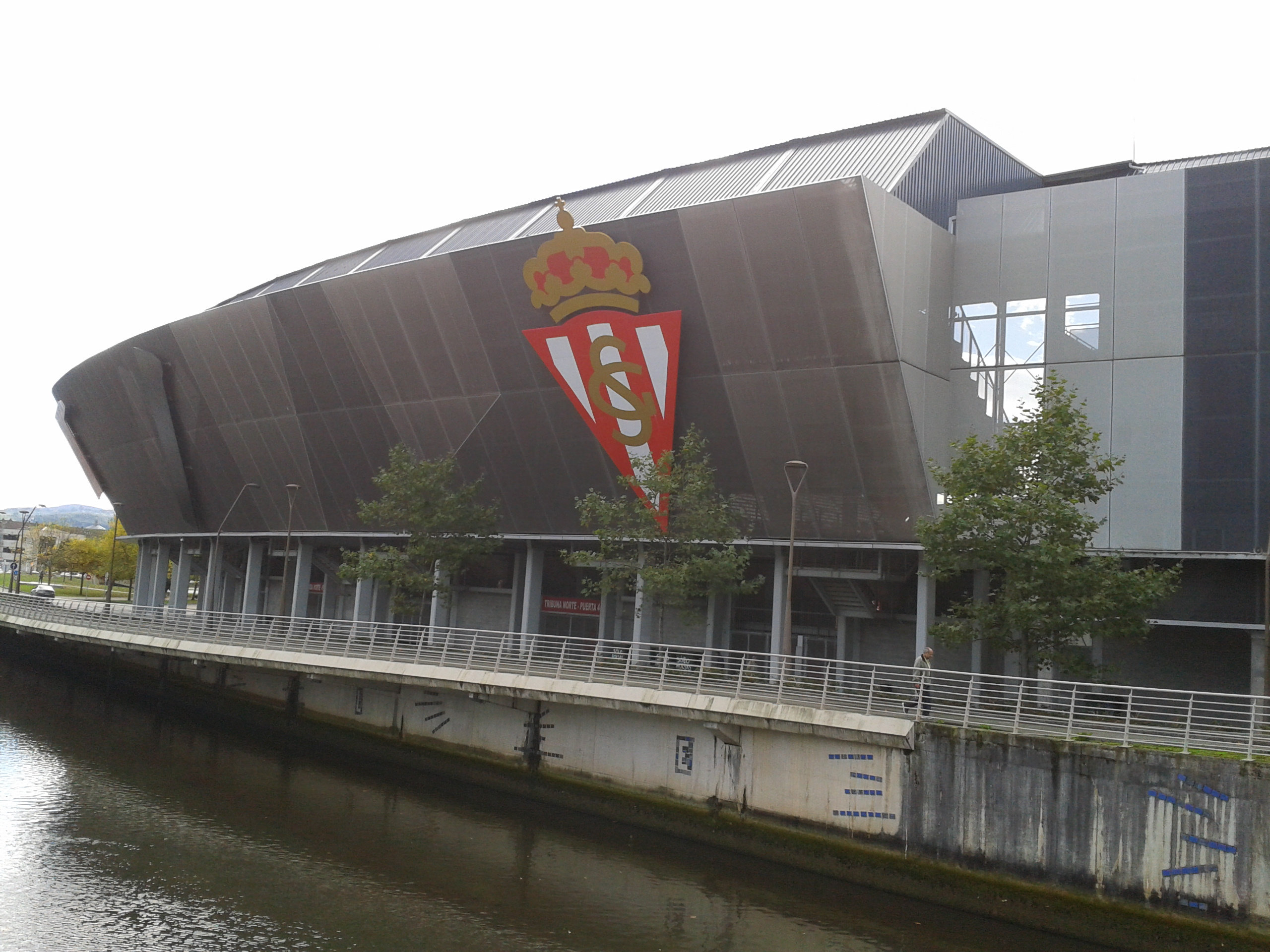
El Molinón

## Meciuri internaționale

### Campionatul Mondial de Fotbal 1982
| Germania de Vest | 1 – 2  | Algeria                 |
| ---------------- | ------ | ----------------------- |
| Rummenigge 67'   | Report | Madjer 54' Belloumi 68' |

| Germania de Vest                     | 4 – 1  | Chile       |
| ------------------------------------ | ------ | ----------- |
| Rummenigge 9', 57', 66' Reinders 81' | Report | Moscoso 90' |

| Germania de Vest | 1 – 0  | Austria |
| ---------------- | ------ | ------- |
| Hrubesch 10'     | Report |         |

### Toate meciurile Spaniei pe El Molinón
| Data              | Oponent        | Scor | Competiția                                             |
| ----------------- | -------------- | ---- | ------------------------------------------------------ |
| 22 April 1928     | Italia         | 1–1  | Meci amical                                            |
| 29 March 1978     | Norvegia       | 3–0  | Meci amical                                            |
| 16 April 1980     | Cehoslovacia   | 2–2  | Meci amical                                            |
| 24 September 1986 | Grecia         | 3–1  | Meci amical                                            |
| 12 September 1990 | Brazilia       | 3–1  | Meci amical                                            |
| 11 October 1997   | Insulele Feroe | 3–1  | Preliminariile CMF 1998                                |
| 31 March 2004     | Danemarca      | 2–0  | Meci amical                                            |
| 17 august 2005    | Uruguay        | 2–0  | Meci amical                                            |
| 22 March 2013     | Finlanda       | 1–1  | Calificările pentru Campionatul Mondial de Fotbal 2014 |

### Selecționata de fotbal a Asturiei
În special în anii 1920 și 1930, El Molinón a gâzduit câteva meciuri amicale ale Selecționatei de fotbal a Asturiei. Ultimul meci a fost jucat în 2001, contra Lituaniei.
| Data             | Oponent       | Scor |
| ---------------- | ------------- | ---- |
| 1922             | St. Mirren FC | 0–0  |
| 12 November 1922 | Țara Bascilor | 1–1  |
| 13 November 1922 | Euskadi       | 4–3  |
| 14 January 1923  | Catalonia     | 1–0  |
| 21 iunie 1925    | Cantabria     | 0–1  |
| 5 September 1926 | Catalonia     | 0–2  |
| 10 July 1932     | SL Benfica    | 3–1  |
| 16 iunie 1934    | Mexic         | 5–2  |
| 28 iunie 1936    | Brussels      | 3–3  |
| 29 December 2001 | Lituania      | 6–1  |

## Asistență

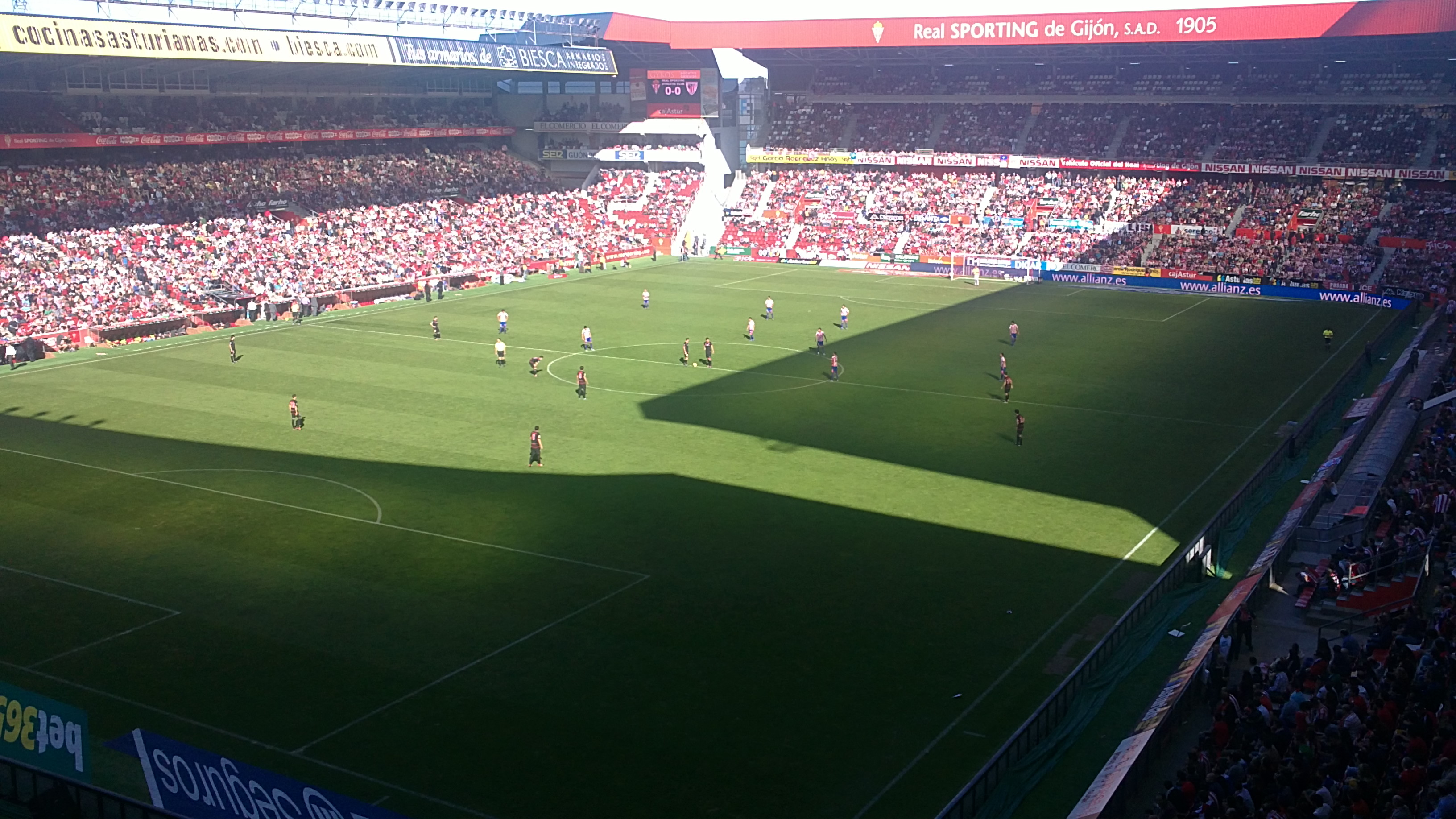
El Molinón, într-un meci vs. Athletic Bilbao, în 2010

Aceasta este tabelul pentru asistența cronologică pe sezoane la meciurile de campionat ale lui Sporting de Gijón pe El Molinón, începând cu 1988.
| Sezon                      | Total   | Maximă | Minimă | Medie  |
| -------------------------- | ------- | ------ | ------ | ------ |
| La Liga 1988–89            | 364.659 | 32.000 | 12.397 | 19.193 |
| La Liga 1989–90            | 350.546 | 26.000 | 13.318 | 18.450 |
| La Liga 1990–91            | 348.320 | 27.335 | 13.152 | 18.333 |
| La Liga 1991–92            | 336.283 | 25.000 | 14.500 | 17.699 |
| La Liga 1992–93            | 307.839 | 20.000 | 9,200  | 16.202 |
| La Liga 1993–94            | 326.240 | 26.200 | 10.300 | 17.171 |
| La Liga 1994–95            | 406.900 | 38.000 | 9,000  | 20.345 |
| La Liga 1995–96            | 453.768 | 31.000 | 14.300 | 21.608 |
| La Liga 1996–97            | 403.606 | 30.000 | 12.000 | 19.219 |
| La Liga 1997–98            | 292.259 | 21.226 | 8,900  | 15.382 |
| Segunda División 1998–99   | 268.746 | 16.200 | 9,500  | 12.797 |
| Segunda División 1999–2000 | 246.900 | 15.000 | 10.000 | 11.757 |
| Segunda División 2000–01   | 252.500 | 18.000 | 6,500  | 12.024 |
| Segunda División 2001–02   | 243.300 | 25.000 | 7,000  | 11.586 |
| Segunda División 2002–03   | 241.000 | 18.600 | 8,500  | 12.050 |
| Segunda División 2003–04   | 332.989 | 25.000 | 9,000  | 15.857 |
| Segunda División 2004–05   | 239.900 | 14.000 | 5,000  | 11.424 |
| Segunda División 2005–06   | 193.150 | 12.500 | 5,000  | 9,198  |
| Segunda División 2006–07   | 228.975 | 14.000 | 6,000  | 10.904 |
| Segunda División 2007–08   | 343.733 | 24.000 | 12.000 | 16.368 |
| La Liga 2008–09            | 411.670 | 24.500 | 18.500 | 21.667 |
| La Liga 2009–10            | 382.600 | 24.000 | 17.100 | 20.137 |
| La Liga 2010–11            | 426.100 | 28.000 | 19.000 | 22.426 |
| La Liga 2011–12            | 417.015 | 28.000 | 18.648 | 21.948 |
| Segunda División 2012–13   | 333.483 | 19.951 | 8,187  | 15.880 |